# Ali Hachicha
Mohamed Ali Hachicha (ar. علي حشيشة; ur. 5 kwietnia 1939) – tunezyjski judoka. Olimpijczyk z Tokio 1964, gdzie zajął ósme miejsce w kategorii open.
Uczestnik mistrzostw świata w 1969. Wicemistrz igrzysk afrykańskich w 1965 roku.

## Letnie Igrzyska Olimpijskie 1964
| Konkurencja | Eliminacje                   | Eliminacje        | Klas. końcowa |
| Konkurencja | Przeciwnik I                 | Przeciwnik II     | Miejsce       |
| ----------- | ---------------------------- | ----------------- | ------------- |
| open        | Theodore Boronovskis (AUS) P | John Ryan (IRL) P | 8.            |